# Egyházasfalu
Egyházasfalu là một thị trấn thuộc hạt Győr-Moson-Sopron, Hungary. Thị trấn này có diện tích 21,64 km², dân số năm 2010 là 846 người, mật độ 39 người/km².